# Harri Heliövaara
Harri Heliövaara (ur. 4 czerwca 1989 w Helsinkach) – fiński tenisista, zwycięzca US Open 2023 w grze mieszanej oraz Wimbledonu 2024 i Australian Open 2025 w grze podwójnej, reprezentant kraju w Pucharze Davisa.

## Kariera tenisowa
Zawodowym tenisistą jest od 2008 roku.
Występując w gronie juniorów, wygrał Australian Open 2007 w konkurencji gry podwójnej chłopców, partnerując Graeme’owi Dyce’owi.
W grze podwójnej wygrał dziewięć turniejów rangi ATP Tour z dziewiętnastu rozegranych finałów, w tym Wimbledon 2024 i Australian Open w parze z Henrym Pattenem. Ponadto zwyciężył w szesnastu deblowych turniejach rangi ATP Challenger Tour.
We wrześniu 2023 odniósł zwycięstwo w mikście podczas US Open, partnerując Annie Danilinie, z którą w finale pokonał parę Jessica Pegula–Austin Krajicek 6:3, 6:4.
Od lipca 2008 roku reprezentuje Finlandię w Pucharze Davisa.
W rankingu gry pojedynczej najwyżej był na 194. miejscu (19 grudnia 2011), a w klasyfikacji gry podwójnej na 4. pozycji (27 stycznia 2025).

### Historia występów wielkoszlemowych w grze podwójnej
Legenda
     W, wygrany turniej
     F, przegrana w finale
     SF, przegrana w półfinale
     QF, przegrana w ćwierćfinale
     xR, przegrana w x rundzie
     Qx, przegrana w x rundzie kwalifikacji
     A, brak startu
     NH, turniej nie odbył się
| Turniej         | 2021 | 2022 | 2023 | 2024 | 2025 | Tytuły | Z–P     |
| --------------- | ---- | ---- | ---- | ---- | ---- | ------ | ------- |
| Australian Open | A    | 2R   | 2R   | 2R   | W    | 1 / 4  | 6 – 3   |
| French Open     | A    | QF   | 3R   | 3R   | QF   | 0 / 4  | 10 – 4  |
| Wimbledon       | 3R   | 3R   | A    | W    |      | 1 / 3  | 10 – 2  |
| US Open         | 1R   | QF   | 3R   | 3R   |      | 0 / 4  | 6 – 4   |
|                 |      |      |      |      |      |        |         |
| Bilans spotkań  | 2–1  | 9–4  | 4–3  | 11–3 | 9–1  | 2 / 15 | 32 – 13 |

### Finały w turniejach ATP Tour
| Legenda                                      |
| -------------------------------------------- |
| Wielki Szlem                                 |
| Igrzyska olimpijskie                         |
| Tennis Masters Cup / ATP Finals              |
| ATP Masters Series / ATP Tour Masters 1000   |
| ATP International Series Gold / ATP Tour 500 |
| ATP International Series / ATP Tour 250      |

#### Gra podwójna (9–10)
| Końcowy wynik | Nr  | Data                 | Turniej                    | Nawierzchnia  | Partner          | Przeciwnicy                         | Wynik finału           |
| ------------- | --- | -------------------- | -------------------------- | ------------- | ---------------- | ----------------------------------- | ---------------------- |
| Zwycięzca     | 1.  | 14 marca 2021        | Marsylia                   | Twarda (hala) | Lloyd Glasspool  | Sander Arends David Pel             | 7:5, 7:6(4)            |
| Zwycięzca     | 2.  | 24 października 2021 | Moskwa                     | Twarda (hala) | Matwé Middelkoop | Tomislav Brkić Nikola Ćaćić         | 7:5, 4:6, 11–9         |
| Finalista     | 1.  | 6 lutego 2022        | Montpellier                | Twarda (hala) | Lloyd Glasspool  | Pierre-Hugues Herbert Nicolas Mahut | 6:4, 6:7(3), 10–12     |
| Finalista     | 2.  | 13 lutego 2022       | Dallas                     | Twarda (hala) | Lloyd Glasspool  | Marcelo Arévalo Jean-Julien Rojer   | 6:7(4), 4:6            |
| Finalista     | 3.  | 19 czerwca 2022      | Londyn                     | Trawiasta     | Lloyd Glasspool  | Nikola Mektić Mate Pavić            | 6:3, 6:7(3), 6–10      |
| Zwycięzca     | 3.  | 24 lipca 2022        | Hamburg                    | Ceglana       | Lloyd Glasspool  | Rohan Bopanna Matwé Middelkoop      | 6:2, 6:4               |
| Finalista     | 4.  | 30 lipca 2022        | Umag                       | Ceglana       | Lloyd Glasspool  | Simone Bolelli Fabio Fognini        | 7:5, 6:7(6), 7–10      |
| Finalista     | 5.  | 25 września 2022     | Metz                       | Twarda (hala) | Lloyd Glasspool  | Hugo Nys Jan Zieliński              | 6:7(5), 4:6            |
| Finalista     | 6.  | 23 października 2022 | Sztokholm                  | Twarda (hala) | Lloyd Glasspool  | Marcelo Arévalo Jean-Julien Rojer   | 3:6, 3:6               |
| Zwycięzca     | 4.  | 8 stycznia 2023      | Adelaide                   | Twarda        | Lloyd Glasspool  | Jamie Murray Michael Venus          | 6:3, 7:6(3)            |
| Finalista     | 7.  | 4 marca 2023         | Dubaj                      | Twarda        | Lloyd Glasspool  | Maxime Cressy Fabrice Martin        | 6:7(3), 4:6            |
| Zwycięzca     | 5.  | 7 kwietnia 2024      | Marrakesz                  | Ceglana       | Henry Patten     | Alexander Erler Lucas Miedler       | 3:6, 6:4, 10–4         |
| Finalista     | 8.  | 21 kwietnia 2024     | Bukareszt                  | Ceglana       | Henry Patten     | Sadio Doumbia Fabien Reboul         | 3:6, 5:7               |
| Zwycięzca     | 6.  | 25 maja 2024         | Lyon                       | Ceglana       | Henry Patten     | Yuki Bhambri Albano Olivetti        | 3:6, 7:6(4), 10–8      |
| Zwycięzca     | 7.  | 13 lipca 2024        | Wimbledon, Londyn          | Trawiasta     | Henry Patten     | Max Purcell Jordan Thompson         | 6:7(7), 7:6(8), 7:6(9) |
| Finalista     | 9.  | 2 października 2024  | Pekin                      | Twarda        | Henry Patten     | Simone Bolelli Andrea Vavassori     | 6:4, 3:6, 5–10         |
| Zwycięzca     | 8.  | 20 października 2024 | Sztokholm                  | Twarda (hala) | Henry Patten     | Petr Nouza Patrik Rikl              | 7:5, 6:3               |
| Zwycięzca     | 9.  | 25 stycznia 2025     | Australian Open, Melbourne | Twarda        | Henry Patten     | Simone Bolelli Andrea Vavassori     | 6:7(16), 7:6(5), 6:3   |
| Finalista     | 10. | 1 marca 2025         | Dubaj                      | Twarda        | Henry Patten     | Yuki Bhambri Alexei Popyrin         | 6:3, 6:7(12), 8–10     |

#### Gra mieszana (1–0)
| Końcowy wynik | Nr | Data            | Turniej            | Nawierzchnia | Partnerka     | Przeciwnicy                    | Wynik finału |
| ------------- | -- | --------------- | ------------------ | ------------ | ------------- | ------------------------------ | ------------ |
| Zwycięzca     | 1. | 9 września 2023 | US Open, Nowy Jork | Twarda       | Anna Danilina | Jessica Pegula Austin Krajicek | 6:3, 6:4     |

### Finały juniorskich turniejów wielkoszlemowych

#### Gra podwójna (1–0)
| Końcowy wynik | Nr | Data | Turniej                    | Nawierzchnia | Partner     | Przeciwnicy               | Wynik finału     |
| ------------- | -- | ---- | -------------------------- | ------------ | ----------- | ------------------------- | ---------------- |
| Zwycięzca     | 1. | 2007 | Australian Open, Melbourne | Twarda       | Graeme Dyce | Stephen Donald Rupesh Roy | 6:2, 6:7(4), 6:3 |